# 雪里蕻
雪里蕻（学名：Brassica juncea var. multiceps），又称雪裡红、雪菜、春不老、皱叶芥菜，是芥菜的一個变种。
在中国北方，其茎叶用来制做成同名的咸菜。其根用来醃制咸菜芥菜头。醃好的雪里蕻颜色保持深绿，可用来炒肉，炖豆腐等。而南方的皖南、苏南、浙江、福建、广东、湖南、重庆等地先醃製后烘干的也被称为腌菜、雪菜，湖北地区则把雪菜叫做盐菜。

## 健康
含芥子油，無論是新鮮的芥菜青或醃製成雪裡紅食用，都是開胃、消食，且具有多種食療功效的食物。但發酵食物的硝酸鹽含量較高，經人體的代謝作用會產生亞硝胺，為致癌物。

## 參看
- 鹹菜
- 酱菜
- 泡菜
- 酸菜
- 榨菜
- 梅菜